# Anuce Foës
Anuce Foës, en latin Anutius Foësius  (Metz, 1528 - Metz, 1595), est un humaniste, helléniste et philologue français. Il œuvra pour réhabiliter la médecine hippocratique et l’étude des anciens.

## Biographie
Anuce Foës voit le jour en 1528, à Metz, dans les Trois-Évêchés. Il fait ses études à Paris, où il a pour maîtres Jacques Houllier et Jacques Goupil à la faculté de médecine. Ces derniers lui permettent de copier un manuscrit d’Hippocrate de la bibliothèque du Vatican, ainsi que trois autres manuscrits, conservés à la bibliothèque royale de Fontainebleau.
Foës revient se fixer à Metz, après le siège de 1552. Il est nommé médecin de la ville. Il œuvre dès lors à réhabiliter la médecine hippocratique et l’étude des anciens. Helléniste reconnu, il consacre son temps à la traduction des œuvres du père de la médecine. Il est ainsi le premier à éditer son œuvre complète, un travail qui l’occupe pendant près de six ans. En 1561, il publie un recueil de pharmacopée, basé sur les formules de Nicolas de Salerne et de Mésué le Jeune. Plus qu'un Codex medicamentarius légal, c'est un recueil de formules à visée thérapeutique. Il publie ensuite Æconomia Hippocratis alphabeti serie distincta. Homme de progrès, il restera toujours en relation avec les savants de son temps, comme Theodor Zwinger.
Anuce Foës décéda à Metz, le 8 novembre 1595.

## Œuvres
- Œconomia Hippocratis, alphabeti serie distincta, Francfort, 1588. Commentaire sur les mots obscurs d’Hippocrate.
- Hippocratis opera omnia, Francfort, 1595. C’est une des premières éditions d’Hippocrate, accompagnée pour la première fois d’une traduction latine.
- Pharmacopoeia, medicamentorum omnium quae hodie ad publica medentium munia officinis extant tractationem et usum, ex antiquorum medicorum praescripto, continens (...), 1561.

## Sources
- Norbert Masius : La pharmacopée d'Anuce Foes: pharmacopée messine ?, in Mémoires de l'Académie de Metz, 1957-1959, p. 90-94 [lire en ligne]
- Almire Lepelletier de la Sarthe, Nouvelle doctrine médicale ou Doctrine biologique, Monnoyer, 1853, 484 p. [lire en ligne], « Foës », p. 73 (lien consulté le 9 janvier 2011).
- Adolphe Delahays, Biographie médicale par ordre chronologique, Adolphe Delahays, 1855, 560 p. [lire en ligne], « Ap. J.-C. 1528. – Foës (Anuce) », p. 274–275 (lien consulté le 9 janvier 2011).
- Jean Paul Tessier et Pierre Jousset, L’Art médical : journal de médecine générale et de médecine pratique, vol. 31, 176 p. [lire en ligne], p. 171 (lien consulté le 9 janvier 2011).

- Cet article est partiellement ou en totalité issu de l'article intitulé « Anutius Foesius » (voir la liste des auteurs).